# Digitale Gesundheitsanwendung
Als digitale Gesundheitsanwendungen (abgekürzt DiGA) werden Medizinprodukte mit gesundheitsbezogener Zweckbestimmung bezeichnet, deren Hauptfunktion wesentlich auf digitalen Technologien beruht (z. B. Gesundheits-Apps) und die von den Krankenkassen erstattet werden. Sie sind dazu bestimmt, die Förderung der Gesundheit sowie die Erkennung, Überwachung, Behandlung von Krankheiten und Behinderung zu unterstützen.

## Deutschland

### Einsatzgebiete
Die Einsatzgebiete und gesundheitsbezogenen Ziele von DiGA sind vielfältig. Beispiele sind:
- Elektronische Gesundheitsinformationen (z. B. interaktive Patienteninformationen, beispielsweise zur Selbstdiagnose);
- Elektronische Tagebücher (z. B. Diabetes-Tagebuch, Medikationsplan);
- Diagnostik- und Therapie-Software (z. B. Muttermal-Apps, Online-Coaching[5]).
- Als interaktives Online-Therapieprogramm, z. B. bei Depression und/oder depressiver Verstimmung als Therapieunterstützung und/oder Wartezeitüberbrückung. Patienten warten im Durchschnitt fast fünf Monate auf den Beginn einer Psychotherapie.[6]

In Deutschland können geprüfte Gesundheits-Apps im Rahmen der gesetzlichen Krankenversicherung verordnet werden, seitdem das Digitale-Versorgung-Gesetz am 19. Dezember 2019 in Kraft getreten ist. Die dafür zuständige Behörde ist das Bundesinstitut für Arzneimittel und Medizinprodukte (abgekürzt: BfArM).
Das BfArM hat den gesetzlichen Auftrag bekommen, ein Verzeichnis erstattungsfähiger digitaler Gesundheitsanwendungen aufzubauen (DiGA-Verzeichnis) und zu führen.
Mit Stand Dezember 2024 lassen sich alle aktuell zugelassenen DIGA-Anwendungen im DiGA-Verzeichnis des BfArM einsehen. Durch das Inkrafttreten des Digital-Gesetzes (DigiG) im März 2024 gelten DiGA mittlerweile ja als digitale Medizinprodukte.

### Dauerhaft in das DiGA-Verzeichnis aufgenommene Anwendungen und Indikationen
Bei DiGA, die sofort endgültig in das Verzeichnis aufgenommen wurden und damit die Markierung „dauerhaft aufgenommen“ tragen, hat der Hersteller bereits bei der Antragstellung mit validen Daten nachgewiesen, dass die DiGA den oder die angegebenen positiven Versorgungseffekt(e) für den Patienten erbringen.

### Verfahren zur Genehmigung von DiGA
Um als digitale Gesundheitsanwendung für die Verordnung in der gesetzlichen Krankenversicherung gelistet zu werden, müssen die Produkte Voraussetzungen gemäß SGB V Sozialgesetzbuch (Deutschland) (§§ 33a, 134 und 139e) und Digitale Gesundheitsanwendungen-Verordnung (DiGAV) erfüllen:
- zertifiziertes Medizinprodukt der Risikoklassen I und IIa nach MDR Verordnung (EU) 2017/745 über Medizinprodukte, beziehungsweise gemäß der Übergangsvorschriften nach MDD Richtlinie 93/42/EWG über Medizinprodukte
- digitale Wirkweise mit einem Krankheitsbezug, die den/die Versicherte unterstützen.

Für die Verordnung durch die Krankenkasse stellen DiGA-Hersteller einen Antrag auf Zulassung beim BfArM. Das BfArM prüft den Antrag innerhalb von drei Monaten und nimmt die DiGA in das DiGA-Verzeichnis auf. Für die Aufnahme müssen die Hersteller Anforderungen an Datensicherheit, Datenschutz und Robustheit erfüllen. Außerdem müssen sie einen positiven Versorgungseffekt nachweisen (siehe Evidenz von DiGA). Näheres dazu erläutert der DiGA-Leitfaden, den das BfArM regelmäßig aktualisiert.
DiGA, die ihren positiven Versorgungseffekt noch nicht abschließend nachgewiesen haben, können auf der Grundlage von einem wissenschaftlichen Evaluationskonzept vorläufig in das Verzeichnis aufgenommen werden. Anschließend hat der Hersteller zwölf Monate Zeit, um die notwendigen Studienergebnisse einzureichen, die wiederum geprüft werden und im Erfolgsfall zur endgültigen Aufnahme führen.

### Evidenz von DiGA
DiGA müssen einen positiven Versorgungseffekt nachweisen (Evidenz). Dabei wird unterschieden zwischen dem medizinischen Nutzen und patientenrelevanten Struktur- und Verfahrensverbesserungen (§ 8 DIGAV):
- Medizinischer Nutzen:
  - Verbesserung des Gesundheitszustands,
  - Verkürzung der Krankheitsdauer,
  - Verlängerung des Überlebens,
  - Verbesserung der Lebensqualität.
- Patientenrelevanten Struktur- und Verfahrensverbesserungen, insbesondere:
  - Koordination der Behandlungsabläufe,
  - Ausrichtung der Behandlung an Leitlinien und anerkannten Standards,
  - Adhärenz,
  - Erleichterung des Zugangs zur Versorgung,
  - Patientensicherheit,
  - Gesundheitskompetenz,
  - Patientensouveränität,
  - Bewältigung krankheitsbedingter Schwierigkeiten im Alltag oder
  - Reduzierung der therapiebedingten Aufwände und Belastungen der Patienten und ihrer Angehörigen.

Für den Nachweis muss der Hersteller Studienergebnisse vorlegen, die zeigen, dass der Einsatz der DiGA gegenüber der Nichtanwendung überlegen ist und dabei alle gängigen Anforderungen an medizinische Studien erfüllen. Eine erste Orientierung bezüglich der zu erfüllenden Anforderungen für den Evidenznachweis bietet der Fast-Track-Leitfaden des BfArM (aktuelle Version vom 18. März 2022).

### Preisgestaltung von DiGA
DiGA-Hersteller erhalten ein Jahr lang nach der Aufnahme in das Verzeichnis den von ihnen festgesetzten Preis von den Krankenkassen erstattet. Innerhalb des ersten Jahres müssen Hersteller und GKV-Spitzenverband miteinander einen Vergütungsbetrag verhandeln, der ab dem 13. Monat von den Kassen erstattet wird. Einigen sich die beiden Parteien nicht, legt eine Schiedsstelle den Vergütungsbetrag fest. Näheres dazu regelt eine Rahmenvereinbarung, die GKV-SV und die maßgeblichen Herstellerverbände schließen.

### Verordnung von DiGA in der GKV
DiGA können von niedergelassenen Ärzten und Psychotherapeuten auf einem Rezept verordnet werden. Um die digitale Gesundheitsanwendung vom Hersteller beziehen zu können, brauchen die Versicherten einen Rezept-/Freischaltcode, den sie von ihrer Krankenkasse erhalten. Mit dem Freischaltcode erhalten die Versicherten die DiGA auf der Herstellerwebseite oder in den App-Stores. GKV-Versicherte können die Erstattung bei ihrer Krankenkasse direkt beantragen. Dazu verlangt die Krankenkasse einen geeigneten Nachweis über die entsprechende Indikation. Mit dem Digitale-Versorgung-und-Pflege-Modernisierungsgesetz (DVPMG) sollen digitale Pflegeanwendungen (DiPA) eingeführt werden. Dann werden digitale Anwendungen, die rund um die Pflege eingesetzt werden, von den Pflegekassen erstattet.

### Verbreitung und Akzeptanz
Seit der erstmaligen Aufnahme einer DiGA in das Verzeichnis im September 2020 bis zum 31. Dezember 2024 wurden insgesamt 861 Tsd. DIGA-Freischaltcodes eingelöst. Die vier am häufigsten genutzten DiGA machen bereits knapp 50 Prozent aller Einlösungen 2024 aus. Sie kamen aus den Indikationsgebieten, Adipositas („App zum Abnehmen“) und Psychische Gesundheit („Angststörung, Depression“).

#### Patienten
53 % beendeten die Nutzung nach Ablauf der Verordnungsfrist von 90 Tagen, weitere 25 % bereits vor einem Monat. Hauptgründe waren, dass Symptome sich nicht besserten bzw. die Erwartungen nicht erfüllt wurden.

#### Hersteller
Die vom Gesetzgeber explizit für DIGAs erschaffenen „Patientenrelevanten Struktur- und Verfahrensverbesserungen“  wurde bis 2024 nur sehr selten genutzt, obwohl dieser große Hoffnungen darauf gesetzt hatte: Einmal ausschließlich als primären Endpunkt und wenige Male als sekundärer Endpunkt neben einem medizinischen Nutzen. Gründe waren die mangelnde unternehmerische Ausrichtung auf Struktur und Verfahrensverbesserungen, die begrenzte Regulierungserfahrung, unklare Messmethoden und eingefahrene Praktiken, die den medizinischen Nutzen in den Vordergrund stellen.

#### Ärzte
Wissenschaftler der Universität Marburg befragten 2024 ca. 100 Ärzte und Ärztinnen, vorwiegend Internisten, über ihre Erfahrungen mit DIGA. Nur 31 % hatte jemals eine DIGA verschrieben. Die größten Barrieren sahen sie in der Datensicherheit/-Schutz und im ungenügenden Wissen über die Benutzung, aber auch beim Zeitverbrauch für die Einweisung der Patienten. Viele erhofften sich mehr Training zur Digitalisierung in der Medizin und speziell zur Nutzung von DIGA's.

### Verknüpfung DiGA und EPA
Mit Stand Dezember 2024 sind bereits erste digitale Applikationen an die E-Patientenakte (EPA) sowie auch an die Telematikinfrastruktur angeschlossen und zugelassen. Dadurch, dass DiGA mittlerweile durch das Inkrafttreten des Digital-Gesetzes (DigiG) im März 2024 als digitale Medizinprodukte gelten, ergeben sich neben erhöhten Anforderungen an die DIGA-Hersteller nun eben auch mehr Einsatzmöglichkeiten, wie z. B. für den Bereich Telemonitoring.

## Österreich
In Österreich werden zahlreiche Gesundheits-Apps von verschiedenen Trägern unreguliert angeboten, Teilweise haben diese die App mitfinanziert, in vielen Fällen werden die Kosten übernommen. Eine zentrale Regulierung durch staatliche Stellen findet hier nicht statt.
Im Rahmen des Digital Austria Act (DAA) der österreichischen Bundesregierung ist ein digitaler Gesundheitspfad angedacht, in dem DIGAs zertifiziert werden sollen. Eine Kostenerstattung (in Österreich: Refundierung) im Sinne von „Apps auf Rezept“ gibt es bisher nicht. Das Austrian Institute for Health Technology Assessment GmbH AIHTA hat sich intensiv mit der Bewertung befasst und auch Vorschläge dazu ausgearbeitet.

## Schweiz
In der Schweiz wird Software als „Medizingerät“ eingestuft. Es muss drei Kriterien erfüllen: Wirksamkeit, Zweckmäßigkeit und Wirtschaftlichkeit (WZW). Weitere Anforderungen wie ein Sicherheits- und Qualitätsmanagement und die Durchführung klinischer Studien werden durch ein Bundesgesetz über Arzneimittel und Medizinprodukte festgelegt. Ein Statement zum Datenschutz in der Schweiz wird verlangt. Das Bundesamt für Gesundheit BAG entscheidet über die Vergütbarkeit. Vergütbare Leistungen werden von der obligatorischen Krankenpflegeversicherung (OKP) in der MIGEL (Mittel und Gegenständeliste) mit Preisen für Vergütungen gelistet. Anfang 2024 waren weniger als fünf Anwendungen dort verzeichnet.

## Großbritannien
Die NHS App Library wird von NHSX gepflegt, einer organisationsübergreifenden Einheit der britischen Regierung, die 2019 gegründet wurde, um Organisationen zusammenzubringen, die an der digitalen Transformation des National Health Service NHS arbeiten. Sie enthielt 2022 mehr als 100 Apps. Für eine Bewertung ist das National Institute for Health and Care Excellence (NICE) zuständig. Grundlegende Beurteilungskriterien sind Wirksamkeit, Sicherheit, Datenschutz, Stabilität, Robustheit, Interoperabilität, Benutzerfreundlichkeit, Zugänglichkeit und Verantwortlichkeit. Es verfolgt eine Klassifikation nach Zweck und darauf aufbauendes mehrstufiges Konzept der Evidenz. Es beginnt in der ersten Stufe mit System-Verbesserungen, die den Patienten direkt nicht betreffen. Es endet in der dritten Stufe bei algorithmischen Systemen und künstlicher Intelligenz. So werden in der Stufe 3a (Prävention und Krankheitsmanagement) mindestens hochwertige Observationsstudien gefordert. In der Gruppe 3b sind bei best practise Standard qualitativ hochwertige randomisierte Studien notwendig.
Für eine Vergütung gibt es ausgearbeitete Vorschläge der britischen Gesundheits-Technologie-Branche. Vergütung und Bewertung sollten abgestimmt sein und ein Stufenkonzept wird ebenfalls empfohlen. Die Preisverhandlungen und die Entscheidungsbefugnis sind regional verschieden und liegen letztlich in den Händen der Clinical Commissioning Groups (CCGs) oder der Integrated Care Systems (ICSs).

## Frankreich
In Frankreich ist die Haute Autorité de Santé (HAS) für die Zulassung zuständig, sie nimmt Neueinträge in der Liste der erstattbaren Produkte (LPPR, Liste des Produits et Prestations Remboursables) vor. Vorher muss dieses Produkt sich einer Evaluation durch die Commission Nationale d’Evaluation des Dispositifs Médicaux et Technologies de Santé (CNEDiMTS) unterziehen. Dies ist der landesübliche Weg für implantierbare Geräte und medizinische Hilfsmittel. Hier gibt es fünf Levels für einen Zusatznutzen. So war die erste App, die im August 2020 als erstattbar aufgenommen wurde „Moovecare poumon“. Sie fokussierte auf die telemedizinische Nachsorge von Lungenkrebspatienten und beinhaltet eine Kostenerstattung von 500 € im Quartal (Level 3 moderater Zusatznutzen im Vergleich zu herkömmlichem Monitoring).
2023 hat das französische Gesundheitsministerium einen „fast track“ für Gesundheitsapps auf den Weg gebracht über das PECAN-Programm (PECAN: Prise en Charge Anticipée Numerique des Dispositifs Médicaux), welche für ein Jahr vom Ministerium bezahlt werden, um dem Entwickler die nötige Zeit einzuräumen, sein Produkt marktreif zu machen und zu evaluieren. Neben medizinischen Nutzen können auch Struktur- und Verfahrensverbesserungen erzielt werden. Somit ähnelt es dem deutschen DiGA-Prozess, bei dem allerdings nur Anwendungen der Risikoklasse I und IIa aufgenommen werden, im französischen dagegen alle Risikoklassen nach MDR.
Erfolgreich war auch das Programm ETAPES (Telemedicine Experiments for the Improvement of Health Pathways) zum Fernmonitoring bei fünf chronischen Erkrankungen: Herzinsuffizienz, Diabetes, Nierenversagen, Herzimplantaten und chronischen Atemwegskrankheiten.

## Belgien
In Belgien ist der zentrale Rahmen für die Nutzung von Gesundheitsapps die Validierungspyramide, die auf der Plattform mHealthBelgium vorgestellt wird.
Stufe 1 macht eine CE-Zertifizierung und eine Einhaltung der EU-Datenschutz-Grundverordnung erforderlich.
Bei Stufe 2 müssen Interoperabilität und Konnektivität nachweisbar sein und es muss eine unabhängige Risiko-Sicherheitsbewertung vorliegen.
In Stufe 3 müssen die vorgenannten Bedingungen erfüllen. Zusätzlich muss sie dem Arzt/Psychotherapeuten erlauben über eine Distanz eine Diagnose, eine Therapie oder ein Monitoring eines Patienten durchzuführen. In diese Stufe gelangen nur Apps, die vom NIHDI (National Institute for Health and Disability Insurance) finanziert werden. Dazu müssen die Apps Bestandteil eines bestehenden oder neu zu gestaltenden Behandlungsprozesses sein, in dessen Rahmen auch die Art und Höhe der Finanzierung festgelegt wird.
Zusätzlich gibt es ab Oktober 2023 eine „Light-Version“, die vorsieht, eine Applikation für maximal drei Jahre zu finanzieren unter der Auflage, dass Evaluationen folgen müssen. Hier ist eine Applikation für die Fernüberwachung nach einem Hüft- oder Kniegelenksersatz gelistet. Ende 2023 waren 14 Applikationen in Stufe 2 und keine in Stufe 3 (dauerhaft) der Pyramide aufgeführt.

## Niederlande
Der wichtigste Weg, als Patient in den Niederlanden an eine Gesundheits-App zu kommen, läuft dezentral über die Versicherungsgesellschaften. Diese legen den Fokus ihrer Bewertung auf Prozessverbesserungen im Gesundheitsbereich, Outcome für den Patienten und Kostenreduzierung. Die Entscheidungen und die Preisgestaltungen bei digitalen Gesundheitsanwendungen werden durch Verhandlungen zwischen den Versicherungen, den Anbietern von Apps, der Dutch Healthcare Authority (NZa) und dem Dutch Health Institute (Zorginstituut Nederland) festgelegt. Die NZa gibt den Digital Care Funding Guide mit regelmäßigen Updates auf Niederländisch heraus.

## Japan
In Japan werden digitale Applikationen als Software as a Medical Device (SaMD) geführt und von der PMDA (Pharmaceuticals and Medical Devices Agency) geprüft. Sie erhalten dann vom Gesundheitsministerium (Ministry of Health, Labour and Welfare of Japan MHLW) und das Zentralinstitut für Sozialversicherungen (Central Social Insurance and Medical Council, CSIMC/Chuikyo) die Genehmigung zur Kostenerstattung durch die Krankenversicherung.
Führend in der Reihenfolge der Zulassungen ist der Software-Anbieter CureAPP, der 2020 eine APP zur Behandlung des Nikotin-Abusus herausbrachte und 2022 eine APP zur Behandlung der Hypertonie. In einer randomisierten Studie konnte die Firma demonstrieren, dass der systolische Blutdruck durch die Verwendung der APP nachhaltig um durchschnittlich 8,5 mmHg gesenkt wird, Die CureAPP HT kostet pro Monat ca. 8000 Yen (etwa 50 €), wovon der Patient eine Selbstbeteiligung von 30 % zu tragen hat.
Die PMDA erwartet Benachrichtigung bei Änderungen und weiterhin jährliche Qualitäts-Berichte. Die Kosten für die Zulassungsprozedur in der höchsten Klasse belaufen sich etwa auf 100 000 € (umgerechnet 4/2024). Somit erhalten alle japanischen Bürger Zugang zu solchen DIGA's; vorausgehend ist eine Verschreibung durch spezialisierte Ärzte und Kliniken. In sehr vielen Bereichen ähnelt das japanische Zulassungssystem dem deutschen. Viele Japanisch Pharma-Unternehmen gehen strategische Partnerschaften mit US-Firmen ein, die bereits Erfahrung mit digitalen Therapien (DTx) haben. Prinzipiell steht die japanische Gesellschaft digitaler Technologie offen gegenüber, Smartphones sind sehr verbreitet.

## USA
In USA gibt es einen schnell wachsenden Markt für digitale Therapeutika (DTx). Zuständig ist die Food and Drug  Administration FDA, welche hauptsächlich für Klasse-II-Medizinprodukte eine sogenannte Clearance anbietet in Form einer Premarket Notification 510(k). Die maßgebliche Grundlage einer 510(k) ist der Nachweis der `Substantial Equivalence`. Das Medizinprodukt, welches zugelassen werden soll, muss im Vergleich mit Predicate Devices (Vergleichsprodukte, die in den USA bereits legal vertrieben werden) in den wesentlichen Merkmalen übereinstimmen. Liegt bei einer DIGA kein solches Vergleichsprodukt vor, muss ein Premarket Approval (für Klasse-III-Produkte mit hohem Risiko) oder ein DeNovo-Prozess initiiert werden. Beides erfordert.auch einschlägige Studien. Bezüglich Datenschutz/-sicherheit muss eine Konformität mit dem HIPAA (Health Insurance Portability and Accountability Act) nachgewiesen werden.
Um eine Kostenerstattung durch Versicherungen wie Medicaid oder Medicare zu erhalten, muss die Software entweder cleared oder approved sein. Anfang 2023 hatten 15 Apps eine Clearance nach 510(k) erhalten und 5 einen deNovo Status. Die Mehrzahl der Apps benötigte also keine klinischen Studien, wie vielerorts in Europa. In der Realität ist eine Kostenerstattung (engl. Reimbursement) insbesondere durch staatliche Versicherungen spärlich. Das liegt an hohen Hürden, die über die Programme Medicare Coverage of Innovative Technology (MCIT und NCD von den Centers Medicare Medicaid Services CMS entwickelt) durchlaufen werden müssen und spätere Verhandlungen nach sich ziehen. Schließlich wird ein Code zur Abrechnung vergeben.
Das führte 2022 dazu, dass die US-Firma Pear Therapeutics, die drei 'cleared' Apps gegen Drogensucht/Opiat-Abhängigkeit und Schlaflosigkeit am Markt hatten, Insolvenz anmelden musste.

## Australien
In Australien unterliegt Software als Medizingerät der Therapeutic Goods Aministration (TGA) der Regierung. Bezüglich Evidenz erkennt die TGA Zertifizierungen von anderen internationalen Organisatoren an, wie der FDA und der Europäischen CE-Markierungen. Solche Software wird in das Australien Register of Therapeutic Goods (ARTG) eingetragen. Es gibt allerdings eine Reihe von Ausschlusskriterien. So wird etwa Software, die ausschließlich dem Selbstmanagement einer Erkrankung dient, ausgeschlossen, wenn diese Erkrankung nicht als schwer betrachtet wird. So ist ein Diabetes eingeschlossen, ein Tinnitus oder eine Schlafstörung nicht. Auch Wellness-Apps fallen nicht unter die Regulierung. Die Bewertung zur Kostenerstattung unterliegt dem Services Advisory Committee (MSAC).

## Belege
1. ↑  Charlotte Kurz: Digitale Anwendungen. Gesundheits-Apps werden beliebter. In: Deutsches Ärzteblatt. Jahrgang 121, Heft 7, 5. April 2024, S. B 399.
2. 1 2  DIGA - Digitale Gesundheitsanwendungen, Website des BfArm, abgerufen am 14. Januar 2024
3. ↑  Wissenswertes zu DiGA, Website des BfArm, abgerufen am 14. Januar 2024
4. ↑  BfArM nimmt erste „Apps auf Rezept“ ins Verzeichnis digitaler Gesundheitsanwendungen (DiGA) auf, PM des BfArm vom 6. Oktober 2020, abgerufen am 14. Januar 2024
5. ↑  J. Lander, K. Drixler, M. L. Dierks, E. M. Bitzer: How Do Publicly Available Allergy-Specific Web-Based Training Programs Conform to the Established Criteria for the Reporting, Methods, and Content of Evidence-Based (Digital) Health Information and Education: Thematic Content Evaluation. In: Interact J Med Res. Band 8, Nr. 4, 2019, S. e12225. (i-jmr.org)
6. ↑  Studie - 1 Jahr nach der Reform der Psychotherapie-Richtlinie: Wartezeiten (Seite 30). In: bptk.de. Bundespsychotherapeutenkammer (BPtK), abgerufen am 18. Mai 2021.
7. ↑  Deutscher Bundestag. Gesetz für eine bessere Versorgung durch Digitalisierung und Innovation (Digitale-Versorgung-Gesetz–DVG) vom 9. Dezember 2019. Bonn, 18.12.2019 Bundesgesetzblatt Jahrgang 2019 Teil I Nr. 49, S. 2562 ff.
8. ↑  Digitale Gesundheitsanwendungen (DiGA): Medizinische Apps auf Rezept • VDE Medizinprodukte und Software. In: meso.vde.com. VDE Medizinprodukte und Software, 17. November 2020, abgerufen am 1. März 2021.
9. ↑  
deprexis. In: bfarm.de. BfArM, abgerufen am 18. Mai 2021.
10. ↑  Digitale-Gesundheitsanwendungen-Verordnung (DiGAV). In: bundesgesundheitsministerium.de. Abgerufen am 11. März 2021.
11. ↑  Das Fast-Track-Verfahren für digitale Gesundheitsanwendungen (DiGA) nach § 139e SGB V Ein Leitfaden für Hersteller, Leistungserbringer und Anwender Version 3.1. (PDF) In: bfarm.de. Bundesinstitut für Arzneimittel und Medizinprodukte, 18. März 2022, abgerufen am 9. Februar 2023.
12. ↑  Digitale–Versorgung–und–Pflege–Modernisierungs–Gesetz. In: bundesgesundheitsministerium.de. Abgerufen am 12. März 2021.
13. ↑  Bericht des GKV-Spitzenverbandes über die Inanspruchnahme und Entwicklung der Versorgung mit Digitalen Gesundheitsanwendungen   Berichtszeitraum: 01.09.2020–31.12.2024. GKV-Spitzenverband, 2025, abgerufen am 6. Mai 2025.
14. ↑  BARMER Arztreport 2024. BARMER KV, abgerufen am 6. Mai 2025.
15. ↑  Goeldner M, Gehder S: Digital Health Applications (DiGAs) on a Fast Track: Insights From a Data-Driven Analysis of Prescribable Digital Therapeutics in Germany From 2020 to Mid-2024. Band 26, 2024, S. e59013, doi:10.2196/59013, PMID 39208415.
16. ↑  Cirkel et al.: Adoption and perception of prescribable digital health applications (DiGA) and the advancing digitalization among German internal medicine physicians: a cross-sectional survey study. In: BMC Health Services Research. Band 24, 204, S. 1353, doi:10.1186/s12913-024-11807-1.
17. ↑  Gesundheitsanwendungen - Das digitale Abnehmprogramm "Oviva" ist bereits an die E-Patientenakte angebunden. In: heise.de. 3. Dezember 2024, abgerufen am 4. Dezember 2024.
18. ↑  https://parlament.gv.at/dokument/fachinfos/zukunftsthemen/139_digitale_gesundheit.pdf
19. 1 2  Jeindl R, Wild C.: Framework zur Unterstützung von Refundierungsentscheidungen zu digitalen Gesundheitsanwendungen (mHealth). AIHTA Projektbericht Nr.: 134; 2020. Wien: HTA Austria. (PDF)
20. ↑  Faktenblatt Vergütung von digitalen Gesundheitsanwendungen im Rahmen der OKP. BAG, abgerufen am 4. Mai 2024.
21. ↑  Evidence Standards Framework for Digital Health Technologies (2019). In: england.nhs.uk. National Institute for Health and Care Excellence (NICE), abgerufen am 28. November 2023.
22. ↑  Association of British HealthTech Industries: Digital Health Reimbursement Concepts: Discussion Document 2021. In: abhi.org.uk. Abgerufen am 28. November 2023.
23. ↑  MedTech Funding Mandate policy: guidance for NHS commissioners and providers of NHS-funded care (2023). In: england.nhs.uk. Abgerufen am 28. November 2023.
24. ↑  Haute Authorité de Santé (HAS). Medical device evaluation by the CNEDiMTS (Medical Device and Health Technology Evaluation Committee): Guide to the specific features of clinical evaluation of a connected medical device (CMD) in view of its application for reimbursement. 2019.
25. ↑  LPPR Liste, interaktive Suche. Abgerufen am 30. November 2023 (englisch).
26. ↑   Early access to reimbursement for digital devices (PECAN) French Ministry of Health and Prevention. [2023-05-18]
27. ↑  Validation pyramid. MHealth Belgium, abgerufen am 6. Dezember 2023 (englisch).
28. ↑  Neue Verordnungen. In: Eurohealthobservatory. Abgerufen am 3. Dezember 2023 (englisch).
29. ↑  Robin van Kessel et al. Digital Health Reimbursement Strategies of 8 European Countries and Israel: JMIR Mhealth Uhealth. 2023;  doi:10.2196/49003: 10.2196/49003
30. ↑  Niederländische Gesundheitsbehörde( Nederlandse Zorgautoriteit) NZa: Wegwijzer bekostiging digitale zorg 2024. 8. November 2023, abgerufen am 6. Dezember 2023 (niederländisch).
31. ↑  DTx REGULATORY & REIMBURSEMENT PATHWAYS. Digital Therapeutics Alliance, 2022, abgerufen am 20. April 2024 (englisch).
32. ↑  Akihiro Nomura: Digital health, digital medicine, and digital therapeutics in cardiology: current evidence and future perspective in Japan. In: Hypertension Research. Band 46, 2023, S. 2126–2134, doi:10.1038/s41440-023-01317-8.
33. ↑  Dave Hanaman: Is Japan Leading a New Digital Health Movement? 19. April 2024, abgerufen am 20. April 2024 (englisch).
34. ↑  Digital Therapeutics Alliance. Abgerufen am 20. Juni 2024 (englisch).
35. ↑  FDA Digital Health Software Precertification Pilot Program. FDA, abgerufen am 20. Juni 2024 (englisch).
36. ↑  A.Popiel: How to get your digital therapeutics on the USA market? Revolve Health Care, abgerufen am 20. Juni 2024 (englisch).
37. ↑  Philana Phan et al.: Digital therapeutics in the clinic. In: Bioeng Transl Med. Band 8, Nr. 4, 2023, S. e10536, doi:10.1002/btm2.10536.
38. ↑  Jin Han Ju et al.: Reimbursement of Digital Therapeutics: Future Perspectives in Korea. In: Korean Circ J. Band 52, Nr. 4, 2022, doi:10.4070/kcj.2022.0014.
39. ↑  Pear bankrupt 2022. Forbes, 2022, abgerufen am 20. Juni 2024.
40. ↑  Understanding software regulation. Therapeutic Goods Aministration, abgerufen am 12. Januar 2025 (englisch).
41. ↑  Australian Register of Therapeutic Goods. TGA, abgerufen am 12. Januar 2025 (englisch).